# La mujer policía
La mujer policía (versión original, Police Woman) es una serie de televisión policiaca estadounidense, protagonizada por Angie Dickinson. Se emitió por la cadena NBC entre el 13 de septiembre de 1974 y el 29 de marzo de 1978. Esta fue la primera serie dramática de televisión estelarizada por una mujer programada en Estados Unidos a la hora estelar.

## Argumento
La serie gira en torno a la Sargento de Policía Leanne "Pepper" Anderson (Angie Dickinson), un agente que trabaja para la unidad de investigación criminal del Departamento de Policía de Los Ángeles. El Sargento William "Bill" Crowley (Earl Holliman) es su superior inmediato y Pete Royster (Charles Dierkop) y Joe Styles (Ed Bernard) forman con ella el equipo encargado de aclarar casos de asesinatos, violaciones, robos o tráfico de drogas.
En varios episodios, Pepper se disfrazaba de enfermera, prostituta, maestra, bailarina o camarera para obtener información valiosa acercándose a los sospechosos sin hacer sospechar.

## Reparto
| Actor           | Personaje        |
| --------------- | ---------------- |
| Angie Dickinson | Suzanne Anderson |
| Earl Holliman   | Bill Crowley     |
| Charles Dierkop | Pete Royster     |
| Ed Bernard      | Joe Styles       |

## Recepción
Police Woman fue uno de los primeros dramas televisivos de una hora protagonizados por una mujer.  El éxito de la serie fue arrollador, especialmente durante su primera temporada, alcanzando el número uno en los índices de audiencia. 
Dickinson recibió tres nominaciones a los Emmy y ganó un Globo de Oro por la serie. 
Además, al comprobarse lo acertado de la fórmula, dio lugar a que otros productores optaran por sucesivas series policiacas protagonizadas por mujeres como Los ángeles de Charlie, La mujer biónica o Cagney & Lacey. Asimismo, provocó una avalancha de solicitudes femeninas de ingreso en los departamentos de policía de Estados Unidos.

## Curiosidades
En febrero de 1976, el presidente Gerald Ford alteró la hora de convocatoria de una rueda de prensa pues coincidía con la emisión de su, supuestamente, serie favorita de televisión.

## Polémica con el episodioLas flores del mal
Flores del mal fue el octavo episodio de la primera temporada, emitido el 8 de noviembre de 1974. En él, Pepper investiga a un trío de lesbianas que dirigen una residencia de ancianos mientras roban y asesinan a los ancianos residentes. Grupos de gays y lesbianas protestaron contra el episodio, calificándolo de estereotipado y negativo. Una semana después de la emisión del episodio, un grupo de activistas lesbianas irrumpió en las oficinas de la NBC y las ocupó durante la noche. Tras negociar con los activistas, la NBC acordó en 1975 no volver a emitir el episodioFlowers of Evil está disponible en el DVD de la primera temporada.